# Chattahoochee (Florida)
Chattahoochee is een plaats (city) in de Amerikaanse staat Florida, en valt bestuurlijk gezien onder Gadsden County.

## Demografie
Bij de volkstelling in 2000 werd het aantal inwoners vastgesteld op 3287.
In 2006 is het aantal inwoners door het United States Census Bureau geschat op 3731, een stijging van 444 (13,5%).

## Geografie
Volgens het United States Census Bureau beslaat de plaats een oppervlakte van
14,6 km², waarvan 14,1 km² land en 0,5 km² water. Chattahoochee ligt op ongeveer 56 m boven zeeniveau.
In Chattahoochee ontstaat de Apalachicola door de samenvloeiing van de Chattahoochee en de Flint River.

## Plaatsen in de nabije omgeving
De onderstaande figuur toont nabijgelegen plaatsen in een straal van 32 km rond Chattahoochee.